# Nhạc dance
Nhạc dance, tùy từng trường hợp còn gọi là nhạc khiêu vũ hay vũ khúc, là một loạt các thể loại nhạc có âm mạnh thường được dùng trong các tụ điểm vũ trường, hộp đêm, phát triển từ thể loại nhạc disco thập niên 1970 và, ở một vài chừng mực, là từ dòng Experimental Rock. Thể loại nhạc này xuất hiện và phát triển từ các hộp đêm trong thập niên 1980. Đầu thập niên 1990, sự xuất hiện của dòng nhạc vũ trường trong văn hóa đương thời được biết đến rộng rãi trong công chúng.
Nhạc dance thường dễ nhận ra qua âm trầm, mạnh và liên tục.

## Các thể loại
- Allemande
- Baltimore Club
- Bebop
- Bossa nova
- Can can
- Cha-cha-cha
- Courante
- Disco
- Jazz
- Nhạc cổ truyền Ireland
- Nhạc điện tử
- Nhạc House
- Nhạc khiêu vũ dân gian Scotland
- Nhạc sàn
- Nhạc Techno
- Nhạc Trance
- Drum and bass
- Flamenco
- Foxtrot
- Funk
- Gavotte
- Gigue, còn gọi là Jig
- Habanera
- Hardcore Techno
- Hip hop
- Ländler
- Loure
- Mambo
- Minuet
- Passodoble
- Polka
- Polonaise
- Rapper sword
- Reel
- Reggae
- Reggaeton
- Rumba
- Salsa
- Samba
- Sarabande
- Swing
- Tango
- Waltz - Waltz Boston, Waltz Wien (van nhanh), Slow Waltz (van chậm)